# Austrofromia schultzei
Austrofromia schultzei är en sjöstjärneart som först beskrevs av Döderlein 1910.  Austrofromia schultzei ingår i släktet Austrofromia och familjen Ophidiasteridae. Inga underarter finns listade i Catalogue of Life.